# Hours (David Bowie)
Hours (op de albumhoes geschreven als 'hours...') is het 21e studioalbum van de Britse muzikant David Bowie, uitgebracht in 1999. Het was het eerste album van een grote artiest dat te downloaden was van het internet, waarbij deze versie twee weken eerder verscheen dan het fysieke album. Het was het laatste album dat Bowie uitbracht voor het EMI-sublabel Virgin. Het was zijn eerste album dat de Amerikaanse top 40 miste sinds The Rise and Fall of Ziggy Stardust and the Spiders from Mars uit 1972.
Meerdere nummers op het album werden geschreven door Bowie en Reeves Gabrels voor de videogame Omikron: The Nomad Soul, waarin meerdere karakters werden gebaseerd op de zanger en zijn vrouw Iman Abdulmajid. Zo gaat het nummer "The Dreamers" over een fictionele muziekgroep die illegale optredens geven in de game. Daarnaast werden teksten van verschillende nummers ietwat veranderd zodat deze goed in de game zouden passen. Er werden zes nummers geschreven voor het album en "een aantal" instrumentale stukken, waarvan er zes in het spel werden gebruikt. Een aantal nummers die alleen in de game te horen waren, verschenen op de B-kant van de single "Thursday's Child".
Om de interesse in het album op te wekken, verscheen er op Bowie's website "BowieNet" een competitie om een tekst te schrijven voor het (tot dan toe) instrumentale nummer "What's Really Happening?", waarbij de winnende tekst de uiteindelijke songtekst zou worden. Winnaar Alex Grant mocht ook aanwezig zijn bij de opname van dit nummer, waarbij hij samen met een vriend de achtergrondvocalen mocht verzorgen.
Er werden vier nummers van het album uitgebracht op single. De eerste single "Thursday's Child" bereikte de zestiende plaats in Engeland, maar de tweede single "The Pretty Things Are Going to Hell" bereikte de hitlijsten niet. De singles "Survive" en "Seven" kwamen respectievelijk tot de 28e en 32e plaats in Bowie's thuisland.

## Tracklist
- Alle nummers geschreven en gecomposeerd door Bowie en Reeves Gabrels, behalve "What's Really Happening?", geschreven door Bowie, Gabrels en Alex Grant.

Oorspronkelijke release
1. "Thursday's Child" – 5:24
2. "Something in the Air" – 5:46
3. "Survive" – 4:11
4. "If I'm Dreaming My Life" – 7:04
5. "Seven" – 4:04
6. "What's Really Happening?" – 4:10
7. "The Pretty Things Are Going to Hell" – 4:40
8. "New Angels of Promise" – 4:35
9. "Brilliant Adventure" – 1:54
10. "The Dreamers" – 5:14

Bonustrack in Japan
1. "We All Go Through" – 4:11

Bonusnummers op heruitgave 2004
1. "Something in the Air (American Psycho Remix)" – 6:02
2. "Survive (Marius De Vries Remix)" – 4:18
3. "Seven (Demo)" – 4:07
4. "The Pretty Things Are Going to Hell (Stigmata Film Version)" – 4:46
5. "We All Go Through" – 4:10

Bonusdisc op heruitgave 2005
1. "Thursday's Child (Rock Mix)" – 4:29
2. "Thursday's Child (Omikron: The Nomad Soul Slower Version)" – 5:35
3. "Something in the Air (American Psycho Remix)" – 6:03
4. "Survive (Marius De Vries Remix)" – 4:18
5. "Seven (Demo)" – 4:07
6. "Seven (Marius De Vries Remix)" – 4:13
7. "Seven (Beck Mix No. 1)" – 3:46
8. "Seven (Beck Mix No. 2)" – 5:14
9. "The Pretty Things Are Going to Hell (Edit)" – 4:00
10. "The Pretty Things Are Going to Hell (Stigmata Film Version)" – 4:49
11. "The Pretty Things Are Going to Hell (Stigmata Film Only Version)" – 4:00
12. "New Angels of Promise (Omikron: The Nomad Soul Version)" – 4:38
13. "The Dreamers (Omikron: The Nomad Soul Longer Version)" – 5:43
14. "1917" – 3:29
15. "We Shall Go to Town" – 3:55
16. "We All Go Through" – 4:11
17. "No One Calls" – 3:50

## Musici
- David Bowie: zang, keyboards, 12-string akoestische gitaar, Roland 707-drumprogrammeren
- Reeves Gabrels: elektrische gitaar, 6- en 12-string akoestische gitaar, drumloops en programmeren, synthesizers
- Mark Plati: basgitaar, akoestische en elektrische 12-string gitaar, synthesizer- en drumprogrammeren, mellotron op "Survive"
- Mike Levesque: drums
- Sterling Campbell: drums op "Seven", "New Angels of Promise" en "The Dreamers"
- Chris Haskett: slaggitaar op "If I'm Dreaming My Life"
- Everett Bradley: percussie op "Seven"
- Holly Palmer: achtergrondzang op "Thursday's Child"